# R・サラトクマール
R・サラトクマール（R. Sarathkumar、1954年7月14日 - ）は、インドの俳優、映画製作者、政治家。これまでに145本以上のタミル語映画、テルグ語映画、カンナダ語映画、マラヤーラム語映画に出演し、フィルムフェア賞 南インド映画部門、タミル・ナードゥ州映画賞を受賞している。ボディビルダー、ジャーナリストを経て1986年に『Samajamlo Sthree』で俳優デビューし、悪役、助演俳優、主演俳優として多くの映画に出演し、「シュプリーム・スター（Supreme Star）」「スーパーヒーロー（Super Hero）」と称されている。また、南インドの各言語に加えてロシア語にも堪能である。
2007年に地域政党全インド平等人民党を結成し、2011年から2016年にかけてタミル・ナードゥ州議会議員を務めた。また、2006年から2015年にかけてナディガル・サンガム会長を3期連続で務めている。

## 生い立ち
1954年7月14日、ニューデリーで暮らすタミル人夫婦ラーマナーダンとプシュパリーラーの息子として生まれた。父ラーマナーダンはインド国営ラジオ放送を経て報道情報局の職員となり、母プシュパリーラーは主婦をしており、2013年10月26日に死去している。サラトクマールは末子であり、2人の兄姉（兄スダルシャン・ラーマナーダン、姉マリカ・カンダスワーミ）がいる。
サラトクマールの誕生後、一家はマドラスに移住し、彼は同地のラージャ・ムティヤ高等学校で教育を受けた後、聖パトリック・アングロ・インディアン高等学校・インド工科大学マドラス校に進学した。学生時代はフットボール・クリケット・ホッケーなどのスポーツに励み、同校の代表選手にも選ばれている。また、空軍士官候補生としてインド軍士官学校部隊に入隊し、1970年には同部隊の一員として共和国記念日の軍事パレードに参加している。この間、ロヨラ大学チェンナイ校の大学予備課程プログラムを修了し、ニュー・カレッジで理学の学位を取得した。その後はボディビルダーとして活動し、1974年には「ミスター・マドラス」に選出された。大学卒業後はバンガロールに移住し、タミル語新聞『ディナーカラン』に就職し、新聞配達員を経て記者になった。実力を認められたサラトクマールは事業拡大のためチェンナイに派遣され、その後は旅行代理店を立ち上げている。

## キャリア

### 俳優

#### 1986年 - 1993年
1986年に友人のプロデューサーに誘われ、テルグ語映画『Samajamlo Sthree』で俳優デビューした。1987年にはロバート＝ラージャシェーカルの『Chinna Poove Mella Pesu』に出演する予定だったが、プロデューサーからの「観客にとって顔馴染みの俳優を起用するように」という希望があったことで降板し、彼に代わりプラブが起用されている。1988年には『Kan Simittum Neram』をプロデュースし、カールティクと共演した。1989年にはヴィジャヤカーントの専属メイクアップアーティストのラージュの推薦で、ヴィジャヤカーント主演作『Pulan Visaranai』に出演し、同作はブロックバスターを記録するヒット作となった。また、サラトクマールもシネマ・エクスプレス賞の悪役賞を受賞し、これ以降多くの映画から出演依頼がくるようになった。1990年には『Mr. Karthik』に出演するが興行的に失敗し、その後は『Pudhu Padagan』『Velai Kidaichuduchu』『Raja Kaiya Vacha』『Enkitta Mothathe』『Jagathalaprathapan』『Vishnu』『Magaadu』『Balachandrudu』『Salem Vishnu』『Sirayil Sila Raagangal』『Mounam Sammadham』『Puriyaadha Pudhir』などのテルグ語映画・タミル語映画に出演した。また、1990年にはセンディルナーダンの『Palaivana Paravaigal』で初めて主演を務め、1991年はチランジーヴィとヴィジャヤシャーンティ主演作『Stuartpuram Police Station』に出演したほか、『Namma Ooru Mariamma』『Vetri Padigal』『Pudhu Manithan』『Chithirai Pookkal』『Captain Prabhakaran』などに出演し、このうち『Kaaval Nilayam』『Cheran Pandian』『Gang Leader』は興行的な成功を収めた。
1992年は12本の映画に出演した。『Ilavarasan』ではスカニヤ、『Periya Gounder Ponnu』『Sivantha Malar』ではガウタミー、『Oor Mariyadhai』ではラージャーニー、『Idhuthanda Sattam』ではレーカ・ハリスとそれぞれ共演している。同年に出演した『Surieyan』は興行的な成功を収め、サラトクマールもシネマ・エクスプレス賞の特別男優賞を受賞した。同作のヒットにより彼の人気は高まりファン数も拡大し、これ以降は出演作品を選別できる立場となった。また、人気俳優としてヴィジャヤカーントと競うようになり、『Thai Mozhi』『Samundi』『Natchathira Nayagan』に出演した。しかし、『Thai Mozhi』の評価は芳しくなく、『Samundi』は100日以上上映されたものの酷評された。1993年は『Aadhityan』でスカニヤと共演したが酷評され、『Dasarathan』ではヒーラ・ラージャゴーパールと共演したが興行的に失敗している。スレーシュ・クリシュナの『Vedan』ではクシュブーと共演し、『Munarivippu』『Band Master』ではヒーラ・ラージャゴーパールと共演した。このうち『Band Master』は酷評されたものの、『Munarivippu』は批評家から高い評価を得ている。このほかに『Moondravadhu Kann』『I Love India』『Kattabomman』にも出演し、『Moondravadhu Kann』は興行的な成功を収め、『Kattabomman』の興行成績は芳しくなかったものの、サラトクマールの演技は高い評価を得ている。また、1992年に公開されたテルグ語映画『Agreement』のタミル語吹替版『Idhayam Ullavan』が公開されたが、批評家からは酷評されている。また、シャンカルから『Gentleman』への出演依頼がきていたが、スケジュールの都合で辞退しており、彼の代わりにアルジュン・サルジャーが起用された。

#### 1994年 - 1999年
1994年に出演した『Aranmanai Kaavalan』は好意的な評価を得たが、『Captain』は酷評され興行成績も芳しくなかった。『Namma Annachi』では三役を演じ、『Killadi Mappillai』『Indhu』にはカメオ出演している。『ニュー・ストレーツ・タイムズ』のK・ヴィジャヤンは『Namma Annachi』について「三役を演じているのは、単にサラトクマールと映画の宣伝効果を上げるためだろう」と指摘している。K・S・ラヴィクマールの『Nattamai』では二役を演じ、興行的な成功を収めてカルト的な人気を集めた。また、サラトクマールの演技も高い評価を受け、タミル・ナードゥ州映画賞 主演男優賞、フィルムフェア賞 タミル語映画部門主演男優賞、シネマ・エクスプレス賞 タミル語映画部門主演男優賞を受賞している。『Magudikkaran』にカメオ出演した後、1995年は『Veluchami』『Coolie』『Nadodi Mannan』『Ragasiya Police』などに出演した。『Veluchami』の演技について『ニュー・ストレーツ・タイムズ』のK・ヴィジャヤンからは「サラトクマールは成熟した演技を見せてくれた」と評価されたが、4本とも興行成績は振るわなかった。1996年に出演した『Mahaprabhu』は興行的な成功を収めたが、リサ・レイと共演した『Nethaji』の興行成績は振るわなかった。
1997年は『Aravindhan』でR・パールティバン、ナグマ、ウルヴァシーと共演したが、興行的には振るわなかった。ヴィクラマンの『Surya Vamsam』では二役を演じて興行的な成功を収め、フィルムフェア賞タミル語映画部門主演男優賞、シネマ・エクスプレス賞タミル語映画部門主演男優賞を受賞した。スンダル・Cの『Janakiraman』でも興行的な成功を収め、1998年にはスンダル・Cの助監督だったスーラジの監督デビュー作『Moovendhar』に出演したが、批評家からは酷評され興行成績も振るわなかった。続いて出演したK・S・ラヴィクマールの『Natpukkaga』は興行的な成功を収め、サラトクマールもフィルムフェア賞タミル語映画部門主演男優賞、タミル・ナードゥ州映画賞主演男優賞を受賞している。ヴィクラマンの『あなた様のお傍に』にカメオ出演した後、『Preminchanu Nene』『Simmarasi』に出演した。『Simmarasi』は批評家からは酷評されたが、サラトクマールの演技は高い評価を得ている。このほか、『Chinna Durai』ではロージャー、『Oruvan』ではプージャー・バトラ、『Paattali』ではラムヤ・クリシュナと共演している。

#### 2000年 - 2008年

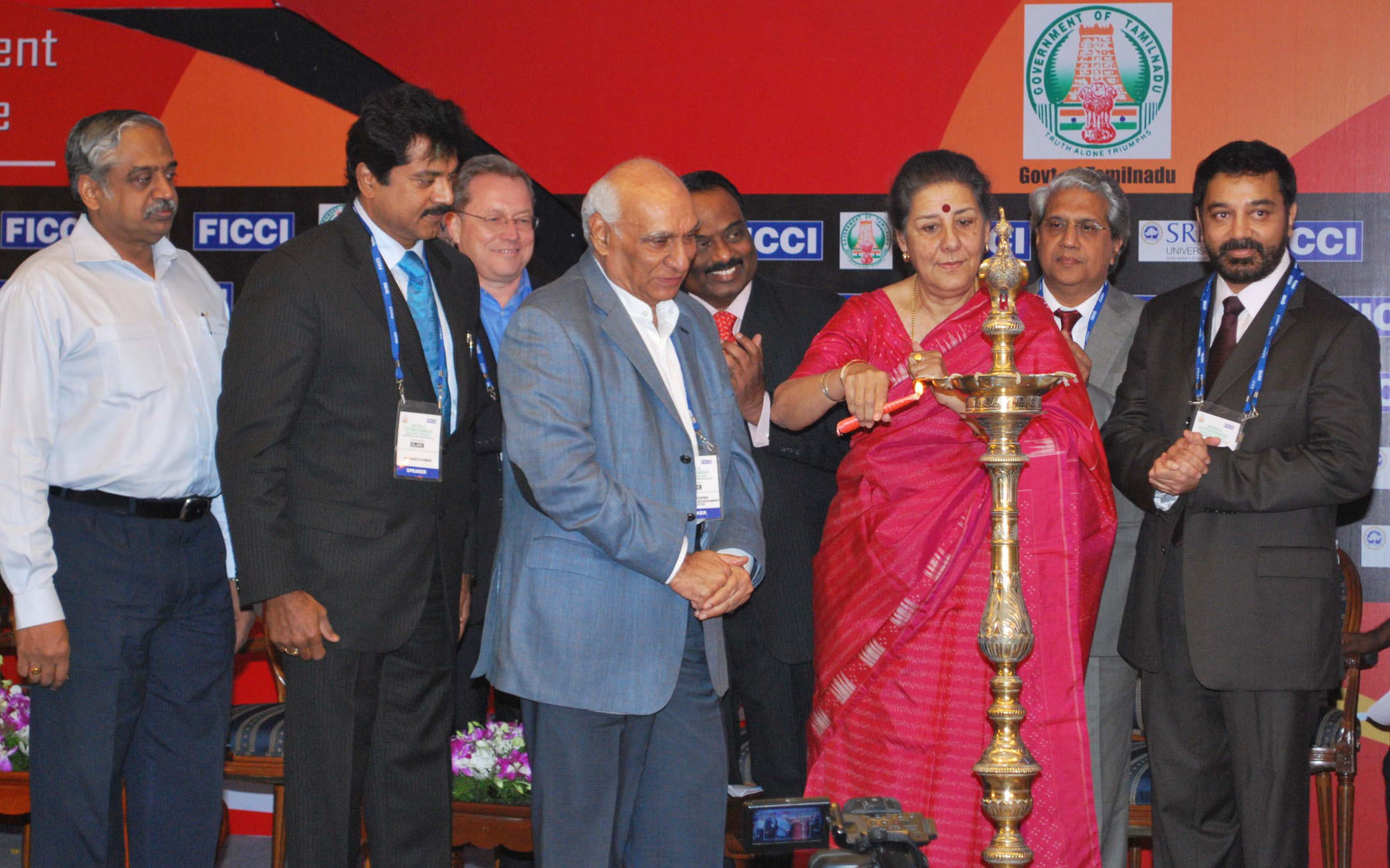
インド商工会議所連盟主催のメディア&エンターテインメント・ビジネス・コンクラーヴェ開幕式に出席するR・サラトクマール、ヤシュ・チョープラー、アンビカ・ソニー、カマル・ハーサン（2009年）

2000年は『Maayi』『Pennin Manathai Thottu』に出演した。『Maayi』の評価は混合的なものとなり、サラトクマールの演技は「作中で過小評価される主人公を演じ、サラトクマールは見事な成功を収めた」と批評されている。2001年はスンダル・Cの『Rishi』『Ullam Kollai Poguthae』に出演し、『Vinnukum Mannukum』ではヴィクラムと共演したが、興行成績は振るわなかった。その後はS・A・チャンドラシェーカルの『Dost』に出演し、ムラリ、マノージュ・バーラティラージャと共演した『Samudhiram』は批評家から酷評されたものの、興行的な成功を収めた。2002年には『Thenkasi Pattanam』でナポレオン、『Samasthanam』でスレーシュ・ゴーピと共演し、2003年は『Arasu』で興行的な成功を収めたが、続けて出演した『Paarai』の興行成績は平均的な結果に終わり、スーリヤ・プラカーシュの『Diwan』では批評家から演技を絶賛された。2004年は『Chatrapathy』『Gambeeram』に出演したが興行成績は平均的な結果に終わり、『Maanasthan』の評価は平均的なものだった。A・ヴェンカテーシュの『Aai』では主演のほかにプレイバックシンガーも務めている。
2005年は『Ayya』でナヤンターラと共演し、批評家からは好意的な評価を得ており興行的にも成功を収めている。また、サラトクマールの演技も高い評価を得ている。続けてテルグ語映画『Bunny』や妻ラーディカー・サラトクマールと共同製作した『Jithan』に出演し、『Chanakya』ではナミター、ヴァディヴェールと共演して興行的な成功を収めた。2006年は妻ラーディカー・サラトクマールがプロデュースした『Thalaimagan』で監督・主演を務めたが、興行成績は振るわなかった。2007年に出演したガウタム・ヴァスデーヴ・メーナンの『Pachaikili Muthucharam』は好意的な評価を得たが興行成績は平均的な結果に終わった。チェランの『Maya Kannadi』では本人役でカメオ出演し、マラヤーラム語映画『Lion』をリメイクした『Nam Naadu』では主演を務めたが酷評され、興行的にも失敗している。2008年に出演した『Vaitheeswaran』も批評家から酷評されている。

#### 2009年 - 現在

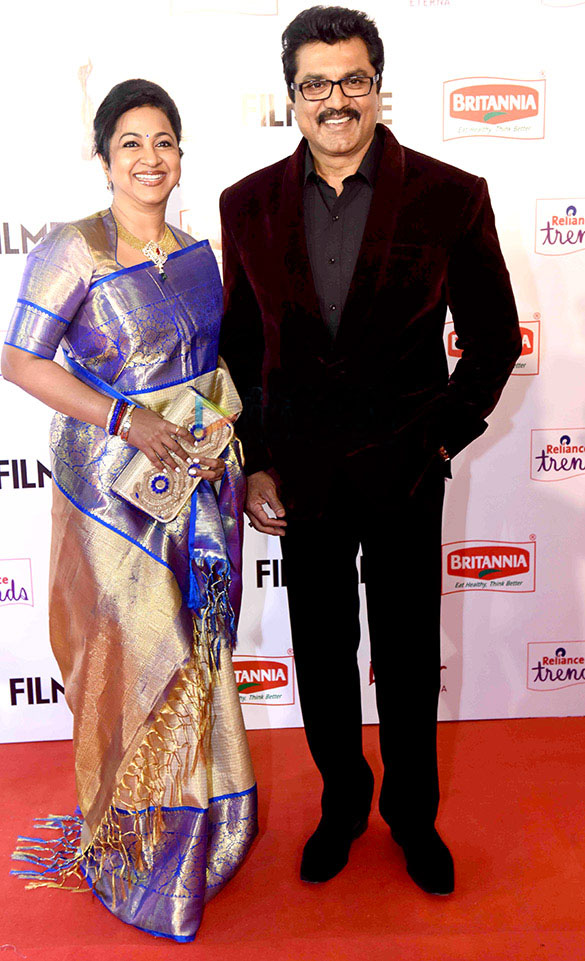
第62回フィルムフェア賞南インド映画部門授賞式に出席するR・サラトクマール、ラーディカー・サラトクマール（2016年）

2009年に出演した『1977』では二役を演じ、批評家からは酷評され興行成績も振るわなかった。同年にはマンムーティと共演した『Kerala Varma Pazhassi Raja』でマラヤーラム語映画デビューし、サラトクマールはヴァニタ映画賞 助演男優賞を受賞している。2010年に出演したK・S・ラヴィクマールの『Jaggubhai』では公開前に海賊版が大量に市場に流通したことで興行成績は伸びや悩び、深刻なボックスオフィス・ボム作品となった。『Kola Kolaya Mundhirika』にゲスト出演した後、マラヤーラム語映画『Oridathoru Postman』に出演したが興行成績は振るわなかった。2011年は『The Metro』でマラヤーラム語映画で初めて主演を務めたが、ケララ州の興行成績は失敗に終わっている。続いてモーハンラール、スレーシュ・ゴーピ、ディリープと共演した『Christian Brothers』ではブロックバスターを記録し、ラーガヴァー・ローレンスの『Kanchana』ではトランスジェンダーの役を演じてヴィジャイ・アワード 助演男優賞を受賞している。
2012年に出演したマラヤーラム語映画『Achante Aanmakkal』ではメーガナ・ラージ、ネドゥムディ・ヴェーヌと共演している。ダルシャン主演作『Saarathi』でカンナダ語映画デビューして成功を収め、続いて出演したテルグ語映画『Genius』でも興行的な成功を収めている。2013年にカンナダ語映画『Myna』で実在の警察官B・B・アショーク・クマール役を演じ、妻ラーディカー・サラトクマールがプロデュースした『Chennaiyil Oru Naal』ではチェンナイ警察長官役を演じて批評的・興行的な成功を収めた。また、『Chandee』でも警察官役を演じている。2014年に出演した『Nimirndhu Nil』『Janda Pai Kapiraju』ではCBI局員役を演じ、サウンダリヤー・ラジニカーントのCGアニメ映画『Kochadaiiyaan』ではラジニカーント、ディーピカー・パードゥコーンと共演しており、その後はマラヤーラム語映画『Asha Black』に出演している。
2015年はシャンカールの『マッスル 踊る稲妻』に本人役でカメオ出演し、A・ヴェンカテーシュの『Sandamarutham』では二役を演じている。また、『Janda Pai Kapiraju』にもCBI局員役でカメオ出演している。2016年にはカンナダ語映画『Santheyalli Nintha Kabira』でシカンダル・ローディー役を演じ、その後は『Nenorakam』『Raajakumara』『Jaya Janaki Nayaka』で助演キャストを務めている。2017年には『Chennaiyil Oru Naal』の精神的続編『Chennaiyil Oru Naal 2』に出演し、サラトクマールの演技は『sify』から「この映画唯一の救いはサラトクマールの演技である。彼はスタイリッシュな警察官役を完璧に演じており、この映画を最後まで観賞する理由は、まさに彼の存在だけである」、『ザ・ヒンドゥー』から「サラトクマールが演じた役は、彼が眠りながらでも演じられるものだ」と批評されており、多くの批評は否定的なものだった。2018年は『Naa Peru Surya, Naa Illu India』『Bharat Ane Nenu』『Saakshyam』『Devadas』などのテルグ語映画のアクション映画に出演し、2019年は『Seetharama Kalyana』に出演している。2020年は『Vaanam Kottattum』に出演し、2022年にはマニラトナムの『PS1 黄金の河』で悪役のパルヴェート侯役を演じ、2023年は『後継者』でヴィジャイの父親役を演じたほか、『PS1 黄金の河』の続編『PS2 大いなる船出』にも出演し、引き続きパルヴェート侯役を演じている。また、『Custody』『Rangabali』でテルグ語映画でのファン層の拡大に成功し、タミル語映画『Por Thozhil』『Paramporul』でも興行的な成功を収め、マラヤーラム語映画『Bandra』にも出演している。

### 政治家

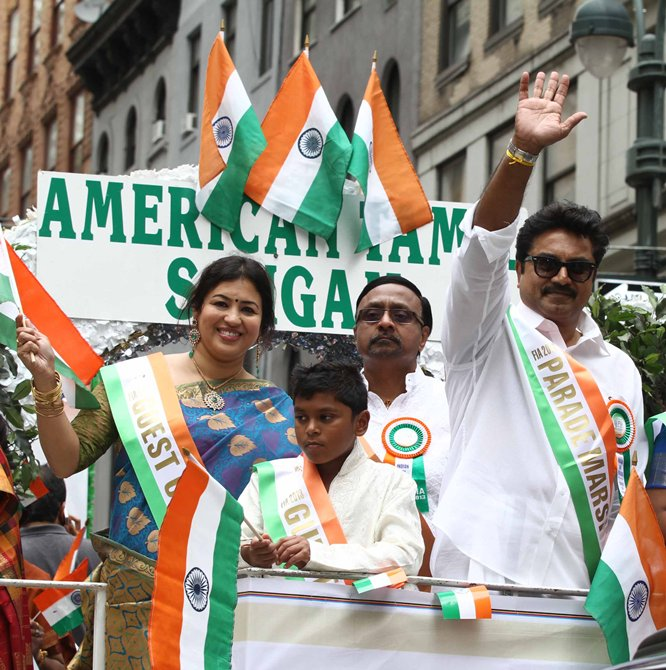
政治活動中のR・サラトクマール、ラーディカー・サラトクマール、プラヴィーン・スワーミ（2013年）

サラトクマールは俳優として活動を始めたころ、全インド・アンナー・ドラーヴィダ進歩党（AIADMK）のJ・ジャヤラリターと親密な関係にあったといわれれており、彼はこれによってトラブルに巻き込まれたことがある。1994年の主演作『Nattamai』の上映期間中、サラトクマールはジャヤラリターの要望で同作のビデオテープを「個人的な観賞用」として提供したところ、彼女の所有するテレビ局JJTVが同作をテレビ放送する事件が起きた。プロデューサーのR・B・チョーダリーは「サラトクマールは個人的な観賞用に提供したビデオテープを悪用されたことに激怒しており、訴訟の準備を進めている」と発言したことで事件は映画業界を巻き込む騒動に発展し、サラトクマールもジャヤラリターとJJTVに説明を求めたが黙殺され、彼はAIADMKから批判を浴びることになった。しかし、世論はサラトクマールを支持したため、彼はジャヤラリターから距離を置き、ドラーヴィダ進歩党（DMK）とタミル州国民会議（TMC）の連合を支持するラジニカーントと連携することを表明した。
1996年に政界進出を目指してDMKに入党し、1998年インド総選挙には党首M・カルナーニディの要請でティルネリヴェーリ選挙区から出馬することになった。しかし、総選挙でDMKは大敗（39議席から9議席に議席減）し、サラトクマールもAIADMK候補のカダンバル・R・ジャナルダナンに6904票差で敗れた。2001年にインド上院議員に就任するが、2006年タミル・ナードゥ州議会議員選挙を目前に辞職し、妻ラーディカー・サラトクマールと共にAIADMKに入党したものの、2006年10月に反党行為を理由にラーディカーは除名処分となった。翌11月には「ナディガル・サンガム会長の業務に専念するため」としてサラトクマールもAIADMKを離党している。
2007年8月31日に新政党全インド平等人民党（AISMK）を結成し、党首に就任した。2011年タミル・ナードゥ州議会議員選挙の際にはAIADMK連合に参加し、2選挙区（テンカシ選挙区、ナングネリ選挙区）での候補者擁立を認められ、サラトクマールはテンカシ選挙区から出馬して当選した。一方、ナングネリ選挙区から当選したエルナヴール・A・ナーラーヤンは反党行為を理由に、2016年1月にAISMKを除名処分になっている。その後に実施された2016年タミル・ナードゥ州議会議員選挙ではティルチェンドゥル選挙区から出馬するが、DMK候補のアニタ・R・ラーダクリシュナンに敗れた 。2017年11月に『ザ・ヒンドゥー』の取材に対し、「この10年間、私はAIADMKと密接な関係を築いてきた。事実、私は党の宣伝担当秘書とまで言われている。この判断に後悔はないが、事実として私の党は成長できなかった。今は党の活動に専念し、州首相候補として見てもらえるように努力したい」と語っていたが、2024年3月12日にAISMKを解散してインド人民党（BJP）に合流することを発表した。

#### 選挙結果
| 選挙                                 | 選挙区                   | 候補者                        | 所属政党                               | 結果 | 得票率 | 出典    |
| ------------------------------------ | ------------------------ | ----------------------------- | -------------------------------------- | ---- | ------ | ------- |
| 1998年インド総選挙                   | ティルネリヴェーリ選挙区 | カダンバル・R・ジャナルダナン | 全インド・アンナー・ドラーヴィダ進歩党 | 当選 | 41.44% | [ 107 ] |
| 1998年インド総選挙                   | ティルネリヴェーリ選挙区 | R・サラトクマール             | ドラーヴィダ進歩党                     | 落選 | 40.29% | [ 107 ] |
| 2001年インド上院議員選挙             | タミル・ナードゥ州選挙区 | R・サラトクマール             | ドラーヴィダ進歩党                     | 当選 | N/A    | [ 108 ] |
| 2011年タミル・ナードゥ州議会議員選挙 | テンカシ選挙区           | R・サラトクマール             | 全インド平等人民党                     | 当選 | 54.30% | [ 109 ] |
| 2011年タミル・ナードゥ州議会議員選挙 | テンカシ選挙区           | カルッパサーミ・パンディアン  | ドラーヴィダ進歩党                     | 落選 | 40.78% | [ 109 ] |
| 2016年タミル・ナードゥ州議会議員選挙 | ティルチェンドゥル選挙区 | アニタ・R・ラーダクリシュナン | ドラーヴィダ進歩党                     | 当選 | 52.97% | [ 110 ] |
| 2016年タミル・ナードゥ州議会議員選挙 | ティルチェンドゥル選挙区 | R・サラトクマール             | 全インド・アンナー・ドラーヴィダ進歩党 | 落選 | 37.38% | [ 110 ] |

### ジャーナリスト
サラトクマールはタミル語週刊誌『メディア・ボイス』の社長・編集長を務めており、同誌は彼が時事問題について語る論説記事とインタビュー記事で構成されている。彼は『メディア・ボイス』の運営について「私は政治家であり俳優としても活動していますが、ジャーナリストとしての心が今も生きているのです。マルチタスクが好きなんです」と語っている。

## 私生活
1984年にチャヤ・デーヴィと結婚し、2人の娘（ヴァララクシュミ、プージャー）をもうけた。このうち長女ヴァララクシュミは女優として南インド映画界で活動している。
1990年代半ばから女優のナグマと不倫関係にあり、2000年にチャヤと離婚している。その後、2001年に共演経験のあるラーディカーと再婚し、2004年に長男ラーフルが生まれた。ラーディカーには前夫リチャード・ハーディーとの間に生まれた娘レイアン・ハーディーがおり、2016年8月28日にクリケット選手のアビマニュ・ミトゥンと結婚している。

## 受賞歴
| 年                                | 部門                                 | 作品                               | 結果       | 出典                   |
| 栄典                              | 栄典                                 | 栄典                               | 栄典       | 栄典                   |
| --------------------------------- | ------------------------------------ | ---------------------------------- | ---------- | ---------------------- |
| 1993年                            | カライマーマニ賞                     | N/A                                | 受賞       | [ 14 ] [ 126 ]         |
| フィルムフェア賞 南インド映画部門 |                                      |                                    |            |                        |
| 1995年                            | タミル語映画部門主演男優賞           | 『Nattamai』                       | 受賞       | [ 14 ] [ 126 ]         |
| 1998年                            | タミル語映画部門主演男優賞           | 『Surya Vamsam』                   | 受賞       |                        |
| 1999年                            | タミル語映画部門主演男優賞           | 『Natpukkaga』                     | 受賞       | [ 127 ]                |
| 2006年                            | タミル語映画部門主演男優賞           | 『Ayya』                           | ノミネート |                        |
| 2022年                            | タミル語映画部門助演男優賞           | 『Vaanam Kottattum』               | ノミネート |                        |
| 南インド国際映画賞                |                                      |                                    |            |                        |
| 2012年                            | タミル語映画部門助演男優賞           | 『Kanchana』                       | 受賞       | [ 128 ]                |
| 2019年                            | テルグ語映画部門悪役賞               | 『Naa Peru Surya, Naa Illu India』 | 受賞       |                        |
| 2024年                            | タミル語映画部門助演男優賞           | 『後継者』                         | ノミネート | [ 129 ]                |
| IIFAウトサヴァム                  |                                      |                                    |            |                        |
| 2024年                            | タミル語映画部門助演男優賞           | 『PS2 大いなる船出』               | ノミネート | [ 130 ]                |
| タミル・ナードゥ州映画賞          |                                      |                                    |            |                        |
| 1994年                            | 主演男優賞                           | 『Nattamai』                       | 受賞       | [ 14 ] [ 126 ] [ 127 ] |
| 1996年                            | MGR賞                                | N/A                                | 受賞       | [ 14 ] [ 127 ] [ 131 ] |
| 1998年                            | 主演男優賞                           | 『Natpukkaga』                     | 受賞       | [ 127 ]                |
| ノルウェー・タミル映画祭賞        |                                      |                                    |            |                        |
| 2013年                            | タミル語映画アイコン賞               | N/A                                | 受賞       | [ 132 ]                |
| アジアネット映画賞                |                                      |                                    |            |                        |
| 2010年                            | 審査員特別賞                         | N/A                                | 受賞       | [ 133 ]                |
| ヴァニタ映画賞                    |                                      |                                    |            |                        |
| 2010年                            | 助演男優賞                           | 『Kerala Varma Pazhassi Raja』     | 受賞       | [ 134 ]                |
| ヴィジャイ・アワード              |                                      |                                    |            |                        |
| 2012年                            | 助演男優賞                           | 『Kanchana』                       | 受賞       | [ 135 ]                |
| シネマ・エクスプレス賞            |                                      |                                    |            |                        |
| 1991年                            | タミル語映画部門悪役賞               | 『Pulan Visaranai』                | 受賞       | [ 14 ] [ 126 ] [ 127 ] |
| 1993年                            | 特別男優賞                           | 『Surieyan』                       | 受賞       | [ 14 ]                 |
| 1995年                            | タミル語映画部門主演男優賞           | 『Nattamai』                       | 受賞       | [ 14 ]                 |
| 1998年                            | タミル語映画部門主演男優賞           | 『Suryavamsam』                    | 受賞       | [ 136 ]                |
| 2001年                            | シュバリエ・シヴァージ・ガネーサン賞 | N/A                                | 受賞       | [ 137 ]                |